# خوان لوبيز (مجدف)
خوان لوبيز (بالإسبانية: Juan López)‏ هو مجدف مكسيكي، ولد في 15 يوليو 1949.

## وصلات خارجية
- خوان لوبيز على موقع الاتحاد الدولي للتجديف (الإنجليزية)
- خوان لوبيز على موقع اللجنة الأولمبية الدولية (الإنجليزية)
- خوان لوبيز على موقع أوليمبيديا (الإنجليزية)